# Akron (Indiana)
Akron é uma cidade  localizada no estado americano de Indiana, no Condado de Fulton.

## Demografia
Segundo o censo americano de 2000, a sua população era de 1076 habitantes.
Em 2006, foi estimada uma população de 1037, um decréscimo de 39 (-3.6%).

## Geografia
De acordo com o United States Census Bureau tem uma área de
1,2 km², dos quais 1,2 km² cobertos por terra e 0,0 km² cobertos por água. Akron localiza-se a aproximadamente 259 m acima do nível do mar.

## Localidades na vizinhança
O diagrama seguinte representa as localidades num raio de 16 km ao redor de Akron.